# Norme masculine
Dans le domaine de la théorie féministe, le principe de norme masculine (en anglais, male as norm) considère que les tournures linguistiques se référant aux genres, par exemple les marqueurs de genre grammatical, les autres indications de genre comme le suffixe féminisant -ess en anglais, ainsi que l'emploi du terme « homme » comme synonyme d'« être humain », renforcent la perception que la catégorie masculine est la norme tandis que la catégorie féminine équivalente constitue une dérivation, une forme secondaire, ce qui minimise son importance.
Ce principe a été formulé au XIXe siècle pour la première fois de la part d'intellectuels qui ont entrepris de déconstruire la langue anglaise afin de mettre en lumière les racines et les effets du patriarcat.[réf. souhaitée] Le principe de norme masculine dans le langage, ainsi que le thème des conséquences de la grammaire genrée sur la représentation du monde, ont fait l'objet d'études dans plusieurs domaines, comme la philosophie, la psychologie, l'anthropologie ; la norme masculine a également nourri des débats sur le déterminisme linguistique et les inégalités de genre.
Le concept sous-jacent dans la norme masculine est que les femmes voient leur légitimité remise en question par une langue dont le genre féminin est dérivé du genre masculin, qui est considéré comme la norme. Considérer que les termes au féminin présentent une carence par rapport à ceux au masculin revient à estimer que le discours féminin est fautif. Les recherches qui en découlent dans le domaine des sciences sociales, notamment dans l'analyse du discours, ont confirmé et décrit un déséquilibre systématique en faveur du masculin.
Dans la pratique, le genre grammatical démontre un déséquilibre systématique par lequel la forme masculine devient, par défaut, la variante générique et globale. D'après le principe de la norme masculine, le déséquilibre masculin dans la langue conduit à exclure les femmes et à les ignorer, à minimiser le rôle des femmes et à considérer que tout ce qui n'est pas masculin constitue une déviance qui ne saurait représenter de nombreuses catégories sociales.